# Smoke Signals (MDC)
Smoke Signals è un album studio degli MDC.

## Tracce

### Lato A
1. No More Cops
2. King of Thrash
3. Drink to Forget
4. The Big Picture
5. Skateboards from Hell
6. Tofutti
7. South Africa Is Free

### Lato B
1. Acceptable Risks
2. Missile Destroyed Civilization
3. Soup Kitchen Celebrity
4. Country Squawk
5. Paradise Lost
6. Smoke Signals

## Formazione
- Dave Dictor: voce
- Gordon Fraser: chitarra
- Franco: basso
- Al Schvitz: batteria